# Celulază

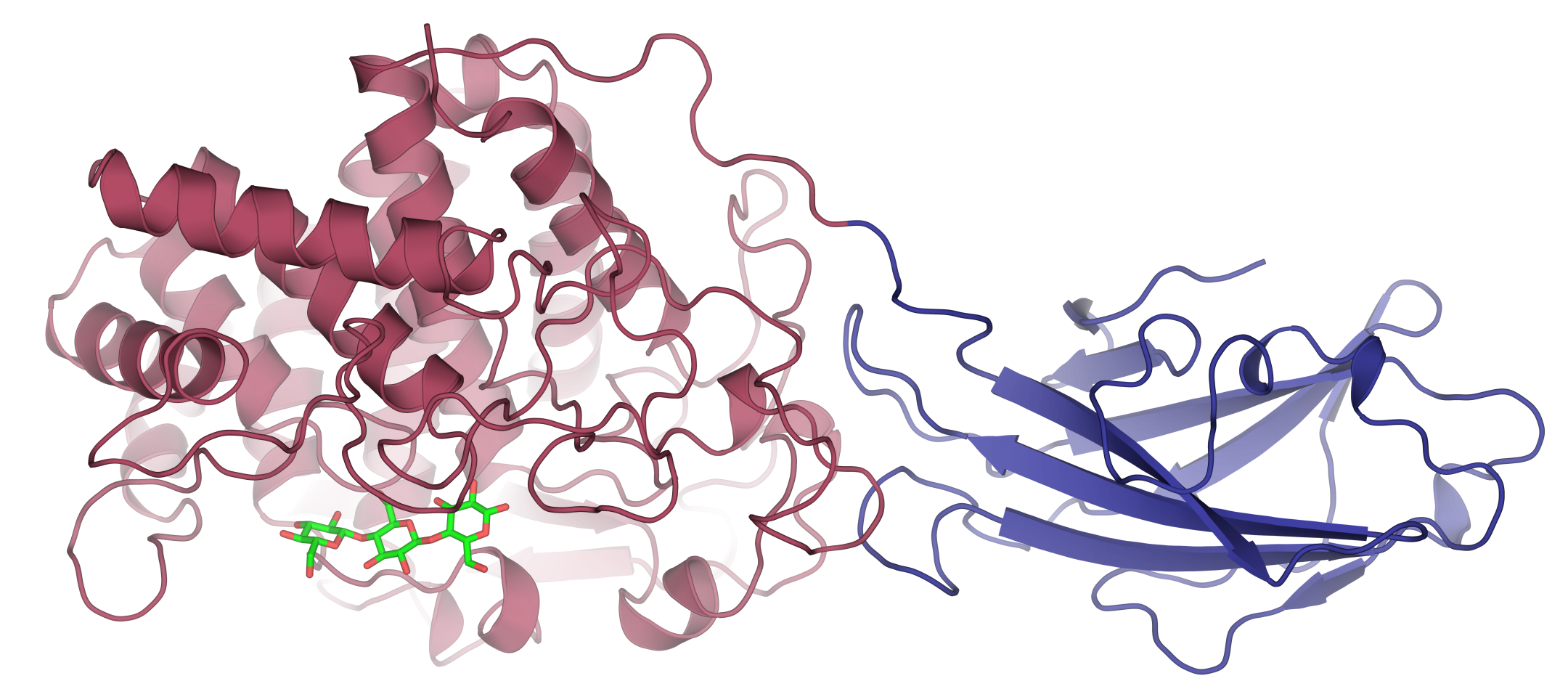
Structura unei celulaze produse de specia Thermomonospora fusca

Celulazele alcătuiesc un grup de enzime biosintetizate în special de fungi, bacterii și protozoare, care sunt implicate în catalizarea proceselor de celuloliză (degradare hidrolitică a celulozei și a unor polizaharide similare).
Celulazele clivează molecula de celuloză în molecule mai mici, de monozaharide, în special beta-glucoză, și polizaharide și oligozaharide cu catenă mai scurtă. Reacția chimică ce are loc este o reacție de hidroliză la nivelul legăturilor  1,4-beta-D-glicozidice din celuloză, dar enzimele pot acționa și asupra altor molecule, precum hemiceluloză, lichenină și beta-D-glucani din cereale. Deoarece moleculele de celuloză sunt legate una de cealaltă, degradarea este relativ complicată în comparație cu alte reacții similare, precum este de exemplu hidroliza amidonului.